# Karl-Heinz Sohn
Karl-Heinz Sohn (* 19. April 1928 in Barmen; † 3. November 2017 in Essen) war ein deutscher Volkswirtschaftler, Staatssekretär und Manager.

## Leben
Der Sohn eines Bandwirkermeisters einer Wuppertaler Textilfabrik lernte nach dem Abitur 1948–1951 Schriftsetzer, studierte danach bis 1953 Sozialwissenschaft an der Akademie für Gemeinwirtschaft in Hamburg und bis 1956 Volkswirtschaft an der Universität Köln. Seine Promotion zum Dr. rer. pol. erfolgte 1963 mit einer Arbeit über Berufsverband und Industriegewerkschaft.
1957 begann er beim Deutschen Gewerkschaftsbund, war im ersten Jahr Leiter der Bildungsabteilung des DGB in Köln und dann Mitarbeiter in der Wirtschaftsabteilung des DGB-Landesbezirks in Düsseldorf und Referent für Konzentrationsfragen. Von 1960 bis zum Frühjahr 1966 leitete er beim Bundesvorstand des DGB in Düsseldorf die Abteilung Mitbestimmung. Dabei plädierte er im Herbst 1965 vor den Jungen Unternehmern für eine Privatisierung der riesigen Gewerkschafts-Vermögen. Als im Winter 1965/66 die Kruppschen Hütten- und Bergwerke Rheinhausen mit dem Bochumer Verein fusioniert werden sollten, wobei zahlreiche Arbeitnehmer in dem dann kleineren Aufsichtsrat ihre Mandate einbüßen würden, sandte der DGB ihn zu Berthold Beitz, wo Sohn eine unbürokratische Lösung fand.
Auf Vorschlag des IG-Metall-Chefs Otto Brenner holte Beitz ihn 1966, als Nachfolger des aufgerückten Gerhard Stoltenberg, zu Krupp, als Leiter der Stabsabteilung Volkswirtschaft und Leiter der Konzernplanung.
Das SPD-Mitglied war 1969–1974 Staatssekretär im Bundesministerium für wirtschaftliche Zusammenarbeit. Unter Entwicklungsminister Erhard Eppler wurde er Ende Januar 1971 als Sonderbotschafter nach Chile gesandt wurde, wo er Präsident Salvador Allende und Außenminister Clodomiro Almeyda von der Aufnahme diplomatischer Beziehungen mit Ostberlin abbringen sollte. Bei seiner Rückkehr erklärte Sohn gegenüber dem ZDF, dass Chile die DDR noch im März anerkennen werde und die Bundesregierung dies hinnehmen und bei der Entwicklungshilfe keine Konsequenzen ziehen werde.
Danach war er bis 1983 Vorsitzender der Geschäftsleitung der Deutschen Gesellschaft für wirtschaftliche Zusammenarbeit und Geschäftsführer und Gesellschafter des Software-Verlags Econ Management Service GmbH in Essen, einer Tochterfirma von Dietrich Oppenbergs  Rheinisch-Westfälischen Verlagsgesellschaft. Mit Oppenberg und Wilhelm Haferkamp errichtete er die Stiftung Presse-Haus NRZ.
Sohn nahm teil am Bergedorfer Gesprächskreis der Körber-Stiftung. 2003 schied er mit Erreichen der Altersgrenze von 75 Jahren als dienstältestes Mitglied aus dem 16-köpfigen Leitungsgremium der Evangelischen Kirche im Rheinland aus.

## Veröffentlichungen
- Jugend, Betriebsvertretungen und Gewerkschaften; 1956
- Konzentration – heute und morgen; 1960
- Zur Phénoménologie der wirtschaftlichen Konzentration; 1964, In: Hamburger Jahrbuch für Wirtschafts- und Gesellschaftspolitik
- Berufsverband und Industriegewerkschaft; 1964
- Gedanken zur Partnerschaft; 1964; In: Gesellschaftspolitische Realitäten
- Strukturprobleme der Industriegesellschaft; 1968
- Theorie und Praxis der deutschen Entwicklungshilfe; 1972
- Die Bedeutung von Auslandsinvestitionen für die Struktur der deutschen Wirtschaft; 1977
- Der Media-Unternehmer – Media entrepreneurs; 1987
- Lean Management: Das moderne Unternehmenskonzept; 1993